# Microsoft Dynamics Sure Step
Методологія Microsoft Dynamics Sure Step (MDSS) являє собою комплексну методологію впровадження, що містить в собі рекомендації, стратегії управління проектами, інструменти і шаблони, які ефективно використовуються для успішного впровадження продуктів Microsoft Dynamics.
MDSS поділяє проект впровадження Microsoft Dynamics на шість основних етапів, які впроваджуються в певній послідовності:
діагностика,
аналіз,
дизайн,
розробка,
розгортання,
експлуатація.
Окрім основних, виділяються ще й два додаткові пост-проектних етапи: оптимізація та оновлення.
Використання методології дозволяє зробити процес впровадження системи зрозумілим і прозорим, а його результати передбачуваними і досяжними. Ми використовуємо різні підходи до проектів впровадження Microsoft Dynamics в залежності від цілей впровадження:
Стандартний - включає застосування індустріальних рішень, доопрацювання системи під потреби бізнесу, інтеграції з існуючими додатками;
Корпоративний - для розгортання Microsoft Dynamics в територіально розподілених структурах, при розробці індустріальних рішень і складних інтеграцій, при проектуванні систем, що працюють під високим навантаженням;
Швидкий - у разі автоматизації ділянок для невеликої кількості користувачів, з мінімальними доробками Microsoft Dynamics.
MDSS дозволяє замовникам знизити сукупну вартість володіння рішенням (TCO). MDSS застосовується як у великих так і в середніх проектах впровадження систем на платформі Microsoft Dynamics.
У методології MDSS детально описуються ролі учасників проекту і підходи, що довели свою придатність. Вона, також, містить ряд інструментів і шаблонів, які пропонується використовувати протягом усіх фаз проекту: діагностика, аналіз, дизайн, розробка, розгортання та експлуатація. Інструменти та рекомендовані методологією підходи допомагають поліпшити якість і підвищують імовірність успішного впровадження.
MDSS визначає ключові процеси, завдання та результати для кожного з етапів проекту, а також процеси, які проходять через всі етапи, включаючи процес управління проектом.